# 間部詮方
間部 詮方（まなべ あきみち）は、越前鯖江藩の第2代藩主。間部家3代。間部詮貞（西田清貞の次男、初代藩主・間部詮言の実兄）の長男。母は家臣・田中氏の娘。正室は間部詮言の娘・見知。継室は有馬一準の娘。

## 経歴
江戸城西の丸下の邸にて生まれる。通称は多門。享保9年（1724年）8月、叔父・詮言の養嗣子となり、同年10月11日に家督を継いだ。同年10月15日、将軍徳川吉宗に御目見した。同年12月18日、従五位下・若狭守に叙任する。享保14年（1729年）3月15日、お国入りする許可を得て、同年6月5日、初めて鯖江に入部した。家督を継いだものの若年のため、しばらくは実父の詮貞と叔父の間部詮之（西田清貞の三男）が後見人となった。
この頃、鯖江は城下町も何もない僻地であったため、詮方は内政に力を注ぎ、藩の体制固めに努めた。しかし、転封と陣屋町建設などの経費が藩財政を圧迫、それに加え参勤交代などの公役負担や凶作、年貢不納による収入減等で借金が増大した。定免制の採用や倹約令、大庄屋制度の手直しなどの対処をしたが十分な効果はあげられなかった。また、27か村の領民の大規模な出訴や、越前国の幕府領で起こった本保騒動への出張、宝暦5年（1755年）3月17日の鯖江大火などの問題が積み重なり、藩政は難航した。
また寛保二年江戸洪水のために、西国大名の手伝い普請に参加した。
宝暦11年12月6日（1762年）に隠居して、家督を次男の詮央に譲った。隠居後、通称を丹後守に改めた。品川にて76歳で死去した。

## 系譜
父母
- 間部詮貞（実父）
- 田中氏 - 側室（実母）
- 間部詮言（養父）

正室、継室
- 見知 - 間部詮言の娘（正室）
- 純成院 - 有馬一準の娘（継室）

側室
- 足立氏

子女
- 源太郎（長男）[1]
- 間部詮央（次男） 生母は純成院（継室）
- 間部詮茂（三男） 生母は足立氏（側室）
- 佐久間信邦（四男）[2]
- 八三郎（五男）[3]
- 間部方元（六男）
- 田中方親（七男）[4]
- 間部方宜（八男）[5]
- 間部方喬（九男）[6]
- 豊之助（十男）[7]
- 阿部正包（十一男）[8]
- 仲（長女） - 綾部藩主九鬼隆貞正室）[9]
- 久（次女）[10]
- 末（三女） - 桜井兼文室[11]
- 筆（四女） - 番頭・松平定将室[12]
- 岩（五女） - 高木貞一室のち留守居曽我助造継室[13]
- 喜和（六女） - 源、社家田中信清室[14]
- 幸（七女）[15]
- 政（八女） - 小幡藩主松平忠福の嫡子松平忠房室[16]
- 娘（九女）[17]